# Língua espanhola na América do Sul
A língua espanhola na América do Sul varia nos diferentes países e regiões do continente. O termo "espanhol sul-americano" (Espanhol: español sudamericano ou español suramericano) às vezes é usado como um nome amplo para os dialetos do espanhol falado no continente, mas esse termo é apenas geográfico e tem pouca ou nenhuma relevância linguística.
Os diversos dialetos espanhóis do continente não têm nenhuma característica unificadora para diferenciá-los das variedades não sul-americanas. O espanhol do planalto andino é historicamente conservador, tendo algumas características em comum com o espanhol do México central, enquanto as variedades faladas na Argentina e na Venezuela compartilham algumas inovações fonológicas com o espanhol falado nas ilhas do Caribe . Em alguns casos, um único país sul-americano — por exemplo, a Colômbia — apresenta um amplo espectro de dialetos conservadores e inovadores.
- Espanhol amazônico (principalmente no leste do Peru também nas proximidades do Equador, sul da Colômbia e sul da Venezuela)
- Espanhol Andino (Planalto da Bolívia, Equador, Chile e Peru; Planalto da Colômbia)
- Espanhol do Caribe (Venezuela, costa do Caribe e Pacífico da Colômbia que se estende até o Equador; também falado nas ilhas do Caribe de Cuba, Porto Rico e República Dominicana )
- Espanhol rioplatense (Argentina e Uruguai)
- Variações argentino
- Espanhol Cuyo (Originalmente um ramo do espanhol chileno, mais tarde foi influenciado pelo Rioplatense)
- Espanhol boliviano
- Espanhol chileno
- Chilote Espanhol
- Espanhol colombiano
- Espanhol equatoriano
- Espanhol paraguaio
- Espanhol peruano
- Costa do Peru Espanhola
- Espanhol uruguaio
- Espanhol venezuelano